# Северный (Находка)

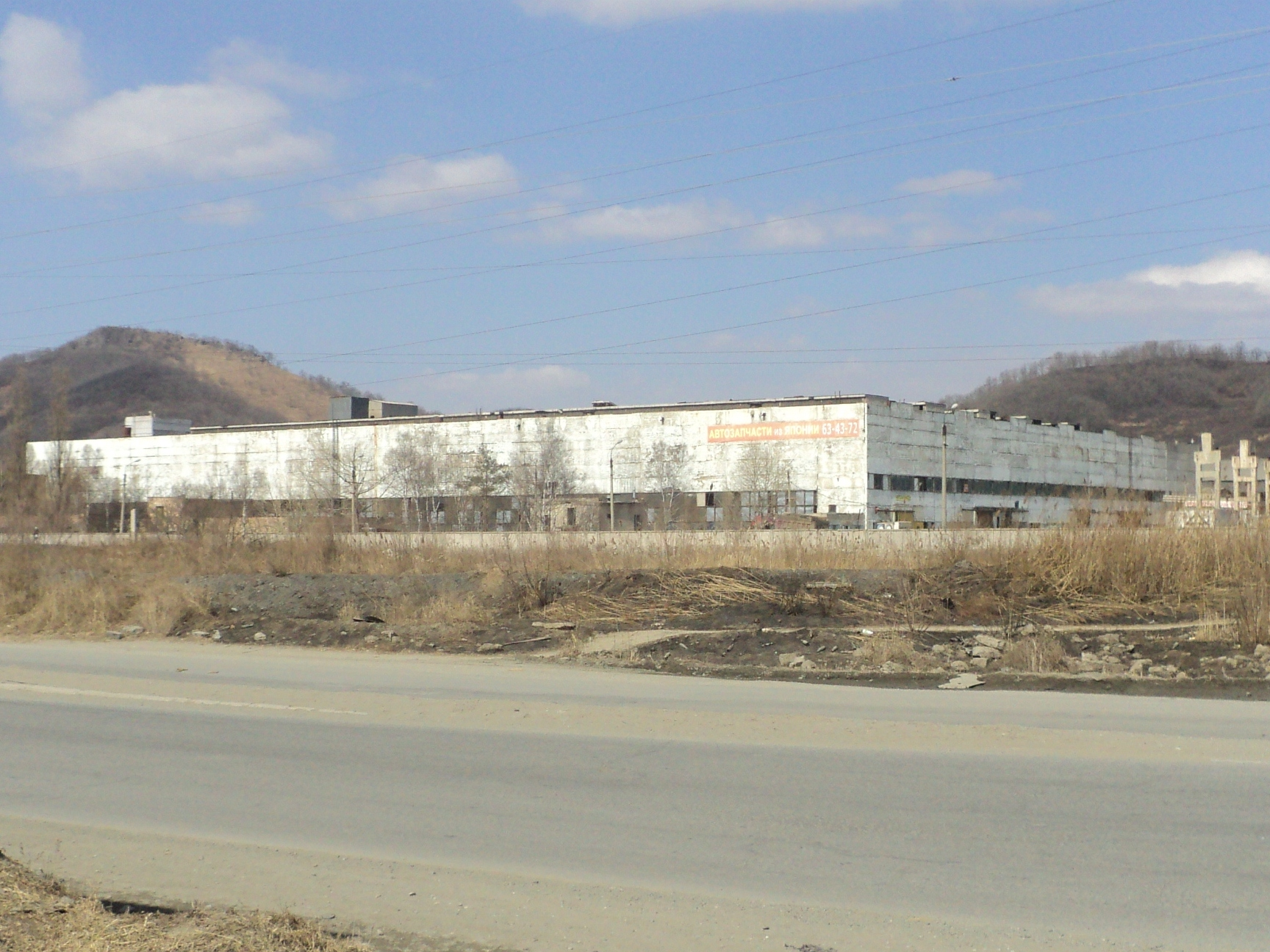
Северный промузел

Се́верный — название микрорайона в городе Находке, более известного как КПД.
Расположен на равнинной местности в долине реки Партизанской. Возник вблизи посёлка Северный. Застроен в 1970—1980-х гг. панельными 5-этажными домами и частным сектором. Образует улицы Кирова, Свердлова, Фрунзе. К микрорайону прилегает Северный промышленный узел — крупная промышленная зона Находки: место размещения завода КПД, Мясокомбината, Гормолокозавода, Механического завода, базы «Строитель-43», строящейся Гелиевой станции. Действуют городская котельная № 4.8 «Примтеплоэнерго»; пожарная часть № 7, охватывающая всю северную часть города от Центра до станции Находка.
Вблизи микрорайона располагаются водоотводные каналы «Северный», «Западный» и «Восточный», предназначенные для отвода ливневых стоков во время наводнений при дождевых паводках и тайфунах. Выходят в устье реки Партизанской. Имеется развитая сеть автобусных маршрутов; выход ко всем транспортным направлениям города: Объездной дороге, Находкинскому проспекту, краевым автодорогам А188 и Р477, железнодорожной станции Находка. В микрорайоне расположены школа, детский сад, розничный рынок «Северный» у станции Находка.